# Gustav Waldemar von Rauch
Gustav Waldemar von Rauch (30 tháng 1 năm 1819 tại Berlin – 7 tháng 5 năm 1890 cũng tại Berlin) là một Thượng tướng Kỵ binh Phổ, đã từng tham chiến trong cuộc Chiến tranh Áo-Phổ (1866) và cuộc Chiến tranh Pháp-Đức (1870 – 1871).

## Tiểu sử

### Thân thế
Ông là con trai của tướng Gustav von Rauch, người được phong cấp Thượng tướng Bộ binh năm 1920 và giữ chức Bộ trưởng Chiến tranh Phổ từ năm 1837 đến năm 1841, với vợ của ông này là bà Rosalie von Holtzendorff (1790 – 1862).

### Sự nghiệp quân sự
Vào ngày 9 tháng 2 năm 1836, Rauch gia nhập Lữ đoàn Pháo binh Cận vệ trong quân đội Phổ và vào ngày 1 tháng 10 năm 1837, ông được phong cấp bậc Chuẩn úy (Portepeefähnrich). Sau đó, ông được gửi vào Trường Tổng hợp Pháo binh và Công binh kể từ ngày 1 tháng 10 năm 1837 cho đến ngày 30 tháng 9 năm 1839, và trong khoảng thời gian đó ông được phong quân hàm Thiếu úy vào ngày 23 tháng 9 năm 1838. Đến ngày 6 tháng 6 năm 1841, Rauch được chuyển vào Trung đoàn Thương kỵ binh Cận vệ số 2. Trên con đường binh nghiệp của mình, Rauch lãnh chức Trung đoàn trưởng của Trung đoàn Khinh kỵ binh số 8 vào ngày 12 tháng 5 năm 1860, về sau được đổi sang chỉ huy Trung đoàn Khinh kỵ binh số 11. Trên cương vị này, ông đã chiến đấu xuất sắc trong cuộc Chiến tranh Áo-Phổ năm 1866. Tiếp sau đó, ông được giao quyền chỉ huy các Lữ đoàn Kỵ binh số 16 và 20, rồi vào năm 1870, ông được thăng cấp Thiếu tướng và Lữ trưởng của Lữ đoàn Kỵ binh số 15. Trên cương vị này, Rauch tham chiến trong cuộc Chiến tranh Pháp-Đức (1870 – 1871), và bị thương nặng trong trận đánh khốc liệt ở Mars-la-Tour vào ngày 16 tháng 8 năm 1870. Sau khi hồi phục, ông được bổ nhiệm chức Thống lĩnh quân đội tại Frankfurt am Main đồng thời lên quân hàm Trung tướng vào năm 1871, rồi được bổ nhiệm làm Sư trưởng của Sư đoàn số 9 tại Glogau vào ngày 21 tháng 11 năm 1872. Vào ngày 31 tháng 10 năm 1879, Rauch từ chức chỉ huy và được chuyển vào ngạch Sĩ quan Trừ bị (Offizieren von der Armee). Trong khi được phong quân hàm Danh dự (Charakter) Thượng tướng Kỵ binh, Rauch xuất ngũ (zur Disposition) với một khoản lương hưu khoản lương. Đồng thời, vua Phổ là Wilhelm I ủy nhiệm ông làm Chỉ huy trưởng lực lượng Hiến binh Quốc gia (Landgendarmerie), đồng thời được phép thực hiện trách nhiệm của mình đối với quân đội.
Nhân dịp kỷ niệm 50 năm ngày Rauch nhập ngũ, ông được phát văn bằng chính thức công nhận cấp Thượng tướng Kỵ binh của ông. Vào ngày 2 tháng 8 năm 1888, ông rời khỏi chức vụ Chỉ huy trưởng Hiến binh của mình, đồng thời được phong tặng Huân chương Đại bàng Đỏ.
Rauch từ trần ở Berlin và được mai táng tại nghĩa trang quân sự Invalidenfriedhof ở thành phố này.

### Gia đình
Ông đã kết hôn với bà Maria Polyxena Elise Martha Victoria von Stéritsch (28 tháng 4 năm 1828 tại Bjeloe – 16 tháng 4 năm 1859 tại Neisse). Cặp đôi này có những người con sau đây:
- Nicolaus Georg Gustav (6 tháng 7 năm 1851 tại Berlin – 28 tháng 7 năm 1904 tại Stettin), Đại tá và Tư lệnh Lữ đoàn Kỵ binh số 29 của Phổ ∞ Maria Caroline Elise Bertha Louise von Bodelschwingh (9 tháng 12 năm 1860 – 13 tháng 6 năm 1944), con gái của Ernst von Bodelschwingh